# Gerhard Lütkens

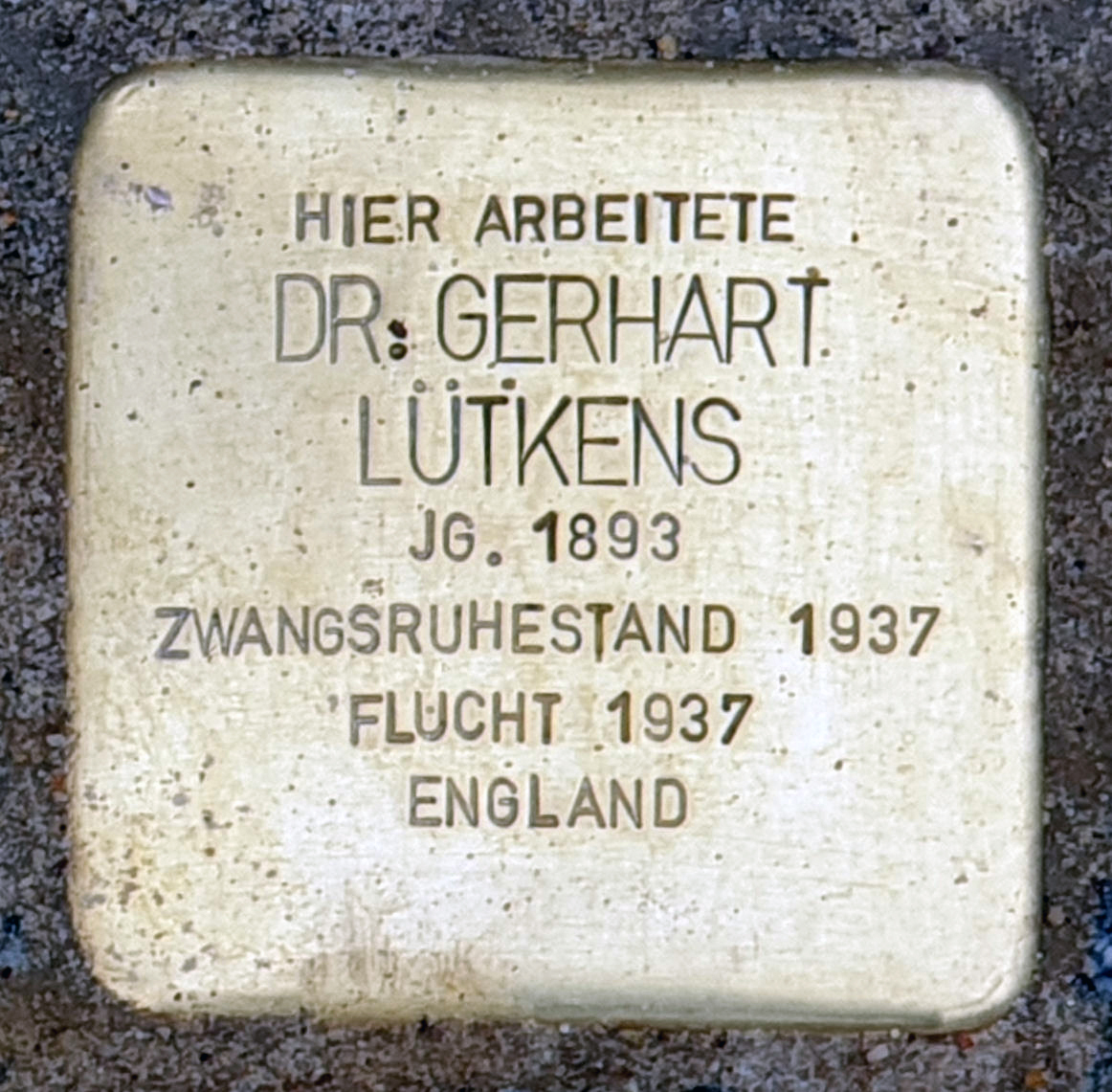
Stolperstein am Haus, Wilhelmstraße 92, in Berlin-Mitte

Gerhard Lütkens, auch Gerhart, (geboren 5. Januar 1893 in Pinneberg; gestorben 17. November 1955 in Bonn) war ein deutscher Diplomat und Politiker der SPD.

## Leben
Gerhard Lütkens war ein Sohn des Arztes Karl Lütkens und der Katharina Lütkens. Er besuchte das Gymnasium Christianeum in Altona und studierte Rechts- und Staatswissenschaften in Heidelberg und München. Er nahm 1913 am Fest der Freideutschen Jugend auf dem Hohen Meißner teil. Lütkens war von 1914 bis 1918 Soldat im Ersten Weltkrieg. 1920 trat er in den Auswärtigen Dienst des Deutschen Reiches ein und war unter anderem in den USA, Italien und auf dem Balkan eingesetzt. 1921 heiratete er Charlotte Mendelsohn, sie hatten einen Sohn. Seit 1933 war er Konsul in Galatz. Er wurde 1937 zwangsweise pensioniert und floh nach Großbritannien. 1943 wurde er vom Deutschen Reich ausgebürgert.
Lütkens kehrte 1947 nach Westdeutschland in die Britische Zone zurück und wurde beim Parteivorstand der SPD in Hannover angestellt. Dem Deutschen Bundestag gehörte Lütkens seit der ersten Wahl 1949 bis zu seinem Tode an. Er wurde über die nordrhein-westfälische Landesliste der SPD ins Parlament gewählt. Schwerpunkt seiner politischen Tätigkeit war die Außenpolitik, er war auch Mitglied der deutschen Delegation für die Interparlamentarische Union (IPU). Von 1950 bis 1955 war Lütkens Mitglied der Parlamentarischen Versammlung des Europarates. Kurz vor seinem Tode wurde er 1955 zum Vizepräsidenten der Versammlung der Westeuropäischen Union (WEU) gewählt.
Am 5. November 2021 wurde vor dem ehemaligen deutschen Außenministerium, Berlin-Mitte, Wilhelmstraße 92, ein Stolperstein für ihn verlegt.

## Veröffentlichungen
- Das Kriegssystem und die Marxistische Theorie. Tübingen, 1922
- Deutschlands Außenpolitik und das Weltstaatensystem (1870–1922). Berlin: Dietz, 1923
- Die parlamentarische Opposition in der Außenpolitik. Pflichten, Möglichkeiten und Aufgaben. In: Außenpolitik. 1951, Heft 6, S. 398–407.